# Prinzenhaus (Plön)

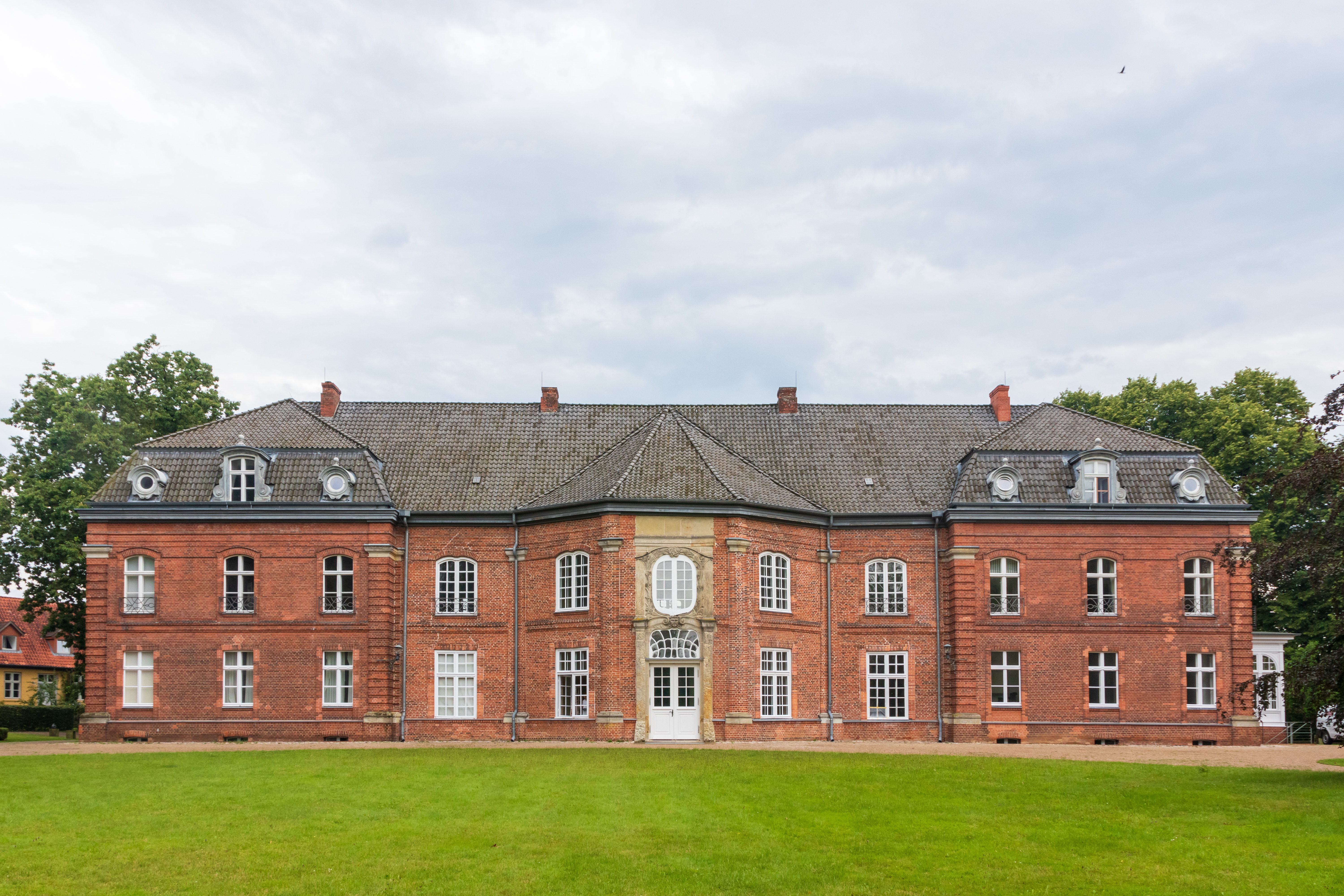
Das Plöner Prinzenhaus, Blick auf die Gartenfassade. Die Gebäudemitte wird vom Pavillon des 18. Jahrhunderts gebildet, links und rechts davon die Anbauten des 19. Jahrhunderts

Das Prinzenhaus in Plön in Schleswig-Holstein ist ein früheres Gartenschlösschen im Park des Plöner Schlosses. Es ist das einzige erhaltene Lustschloss in dem Bundesland. Seinen heutigen Namen erhielt es, da es Ende des 19. und Anfang des 20. Jahrhunderts den Söhnen des deutschen Kaisers Wilhelm II. als Wohnort und Schule diente. Zu dieser Zeit wurde es mit zwei Anbauten vergrößert.

## Geschichte des Prinzenhauses

### Das Plöner Lustschloss
Die Planung des späteren Prinzenhauses begann mit den Erweiterungsarbeiten am Plöner Schloss, die unter Friedrich Karl von Schleswig-Holstein-Plön ab 1730 in Angriff genommen wurden. Unter dem Wirken des Herzogs wandelte sich das noch der Renaissance entstammende Plöner Schloss in eine Residenz des Barock und wurde im Inneren umgebaut und im Außengelände um eine zeitgemäße Gartenanlage erweitert.

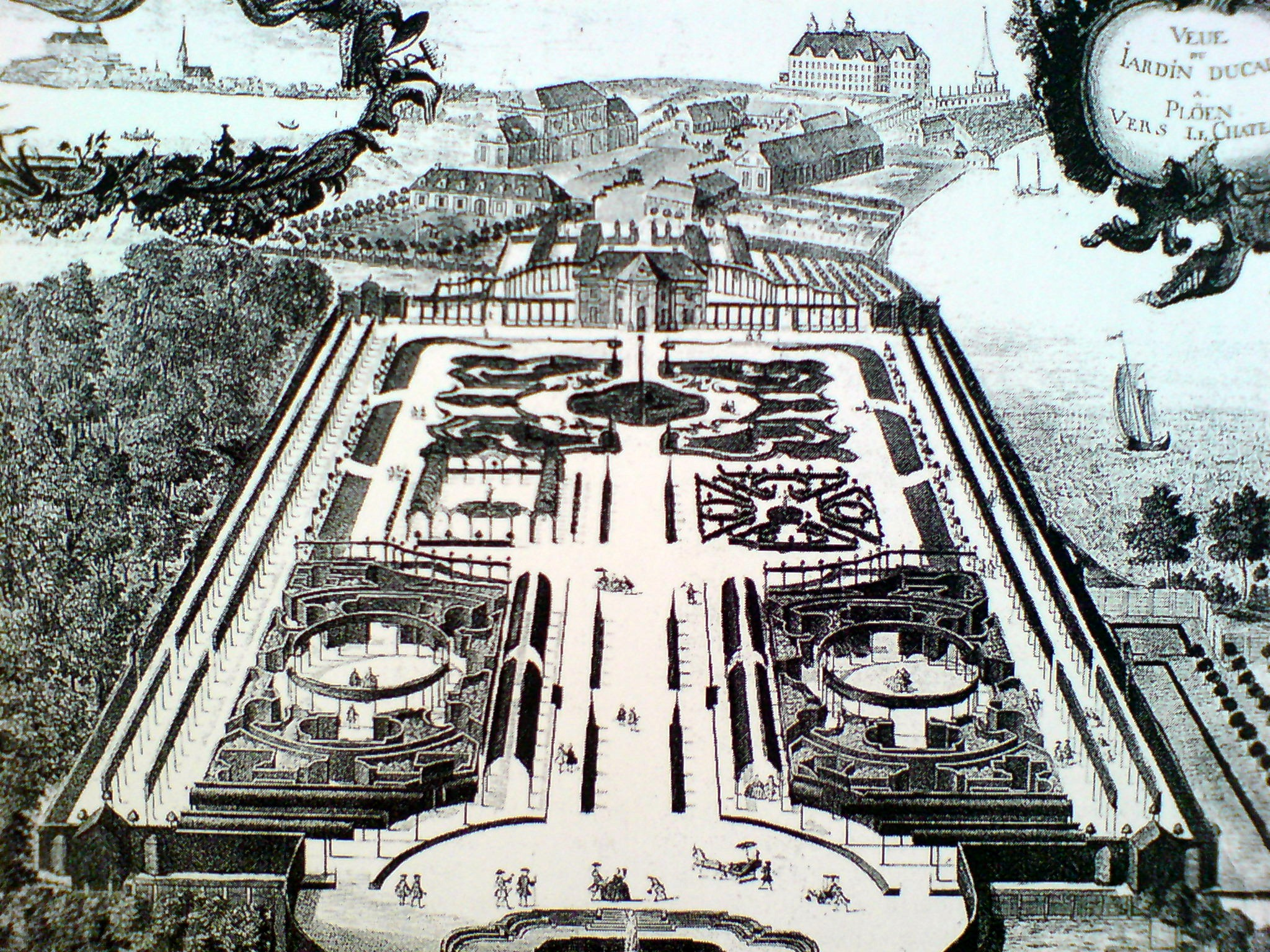
Der Barockgarten mit dem Gartenschloss, dem Kernbau des Prinzenhauses. Stich von 1749

Der Plöner Barockgarten wurde von 1730 bis 1748 durch den Landschaftsarchitekten Georg Tschierske westlich des damals noch vorhandenen Wirtschaftshofs angelegt. Aufgrund der topographischen Situation des Geländes konnte der Garten nicht auf das Plöner Schloss ausgerichtet werden. Stattdessen wurde ab 1744 ein Pavillon errichtet, der als Lustschloss und zentrales Gebäude des neuen Gartens diente. Dieser Pavillon ist bis heute erhalten und bildet den Mittelbau des Prinzenhauses. Das äußerlich recht einfache Gartenhaus diente als Lustschlösschen keiner repräsentativen Hofhaltung, sondern als privates Wohnhaus des Herzogs und seiner Frau. Zu diesem Zweck erhielt es eine komplette Ausstattung mit Wohnräumen, Salons und Schlafzimmern sowie eine kostbare Einrichtung. Es wurde neben den anderen Residenzen des Herrscherpaars, wie zum Beispiel dem Lustschloss in Traventhal, in unregelmäßigen Abständen bewohnt. Mit dem Tode Friedrich Karls 1761 fiel das Plöner Herzogtum als beendetes Lehen an das dänische Königshaus und mit dem Tod der Herzogin Christiane Armgardis 1779 endete die Zeit der Plöner Residenz. Das Gartenhaus stand zumeist leer und der kleine Barockpark verwilderte aufgrund mangelnder Pflege zunehmend. Ab 1783 diente er gar als Obstgarten.

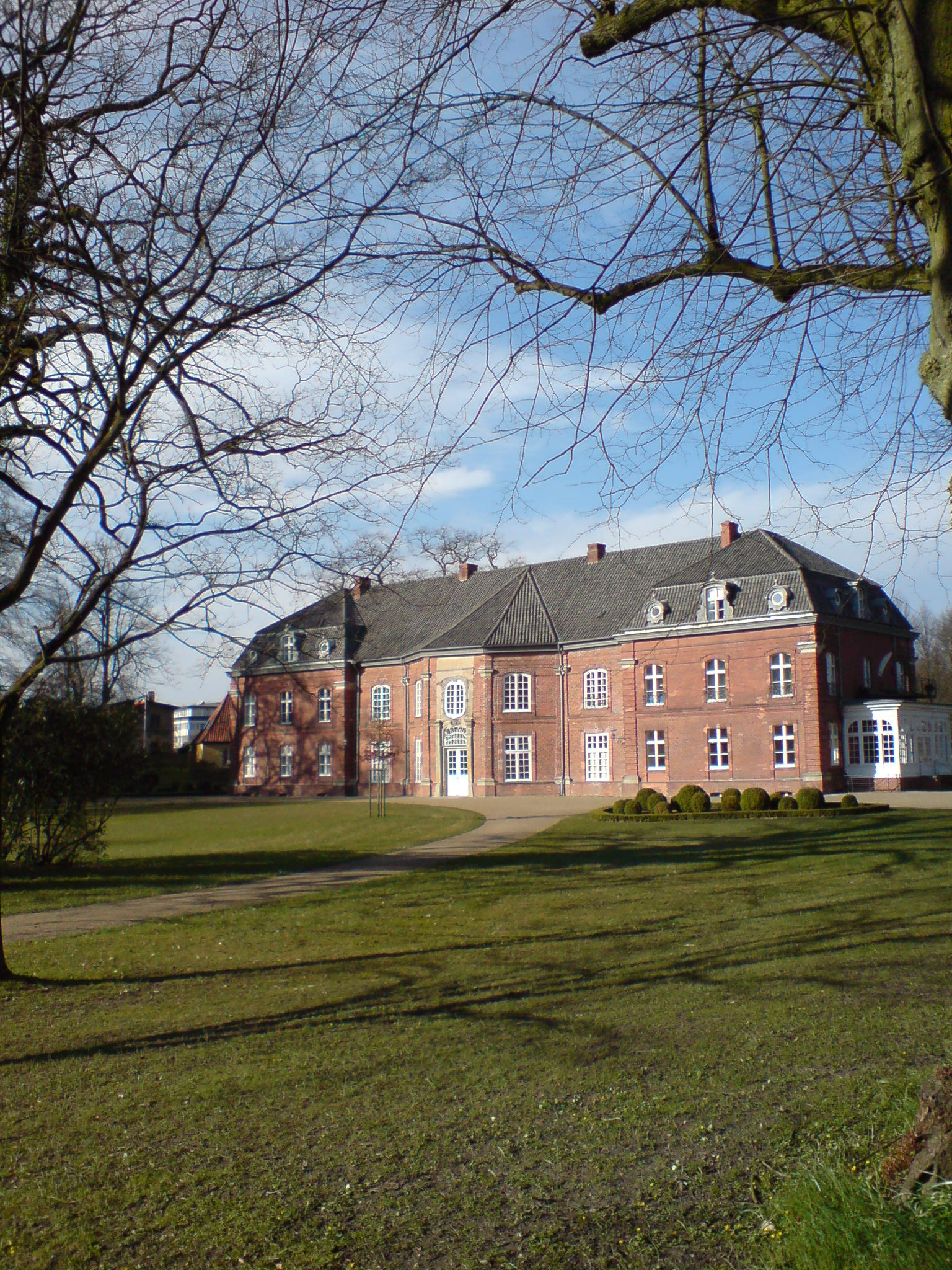
Blick durch den Garten auf das Prinzenhaus

Der Pavillon diente ab 1782 als Wohnhaus der Familie des königlich dänischen Jägermeisters und Oberförsters Andreas Gottlieb von Rosen. Es blieb im Besitz seiner Familie bis 1871. Mit der Regierungszeit des dänischen Königs Christian VIII. wurde Plön ab 1840 zur Sommerresidenz bestimmt und der Park um das Gartenschloss im Stil englischer Landschaftsgärten umgestaltet. Mit dem Ausgang des Deutsch-Dänischen Krieges 1864 endete die dänische Herrschaft in Schleswig-Holstein und damit auch die Zeit Plöns als Residenzstadt. Das Schlossgelände ging in preußischen Besitz über und das Plöner Schloss wurde zur Kadettenanstalt umgebaut. Das Gartenschloss diente nach 1871 dem Anstaltspfarrer als Wohnhaus.

### Prinzenschule und Mädchenhaus
Ab 1895 erhielt das Gartenschloss seine heutige Gestalt. Der deutsche Kaiser Wilhelm II. bestimmte Plön zum Ausbildungsort seiner Söhne und der Pavillon im Garten der Kadettenanstalt wurde zum Prinzenhaus ausgebaut. Um Platz für die sechs Prinzen zu schaffen, wurde das Schloss an den Längsseiten um je einen Anbau um fast das Dreifache erweitert und der Marmorsaal zu einem Schulzimmer umfunktioniert. Auf der Prinzeninsel wurde ein Lehrbauernhof errichtet und für die kaiserliche Familie der sogenannte Prinzenbahnhof unterhalb des Plöner Schlosses gebaut. Das Prinzenhaus wurde am 18. April 1896 von Kronprinz Wilhelm und seinen Bruder Eitel Friedrich bezogen, die übrigen Brüder folgten in den nächsten Jahren. 
Das Prinzenhaus diente den Kaisersöhnen als Wohn- und Schulhaus, es gehörte nicht zur Kadettenanstalt im Schloss. Zwar wurden einzelne Schüler der Anstalt als Mitschüler der Prinzen ausgewählt, doch war ein engerer Kontakt mit den Kadetten von dort nicht erwünscht. Das Gelände um das Prinzenhaus blieb aus Sicherheitsgründen für Spaziergänger gesperrt. 1910 war die Schulzeit der Prinzen beendet und das Haus stand leer, bis es im Ersten Weltkrieg als Lazarett diente.
Mit der Errichtung des staatlichen Internats Schloss Plön 1946 erhielt das Prinzenhaus eine neue Aufgabe. Es wurde nun zum Wohnheim der Schülerinnen; in dem kleinen Haus waren bis zu 60 Mädchen samt ihren Erziehern untergebracht. Das Haus behielt diese Funktion bis 1997. Das Prinzenhaus stand nun leer, die Fenster wurden mit Brettern vernagelt. Mit der geplanten Schließung des Internats und dem Verkauf des Schlossgeländes musste nach einem neuen Nutzungskonzept gesucht werden.

### Das Schloss in der Gegenwart
Das Land Schleswig-Holstein fand keinen Investor für das Prinzenhaus, und so wurde es 1999 an die Deutsche Stiftung Denkmalschutz übertragen. Plöner Bürger gründeten einen Verein, der den Erhalt des Hauses und eine mögliche öffentliche Nutzung in der Zukunft vorsah. In Zusammenarbeit mit der Stadt Plön, dem Kreis Plön und dem Landesamt für Denkmalpflege wurde ab 2000 mit der Sanierung des Gebäudes begonnen. So mussten unter anderem Feuchtigkeitsschäden beseitigt, der Stuck erneuert und die Statik überprüft werden. Die Arbeiten waren 2003 abgeschlossen, das Prinzenhaus konnte am 16. Mai des Jahres an den Verein Prinzenhaus zu Plön e. V. übergeben werden. 
Das Prinzenhaus nimmt heute eine öffentliche Rolle wahr. Eine Dauerausstellung befasst sich mit der Geschichte des Hauses, in dem auch Konzerte stattfinden. Die Säle mit ihrer Rokoko-Ausstattung können im Rahmen von Führungen besichtigt werden, außerdem betreibt das Plöner Standesamt ein Trauzimmer.

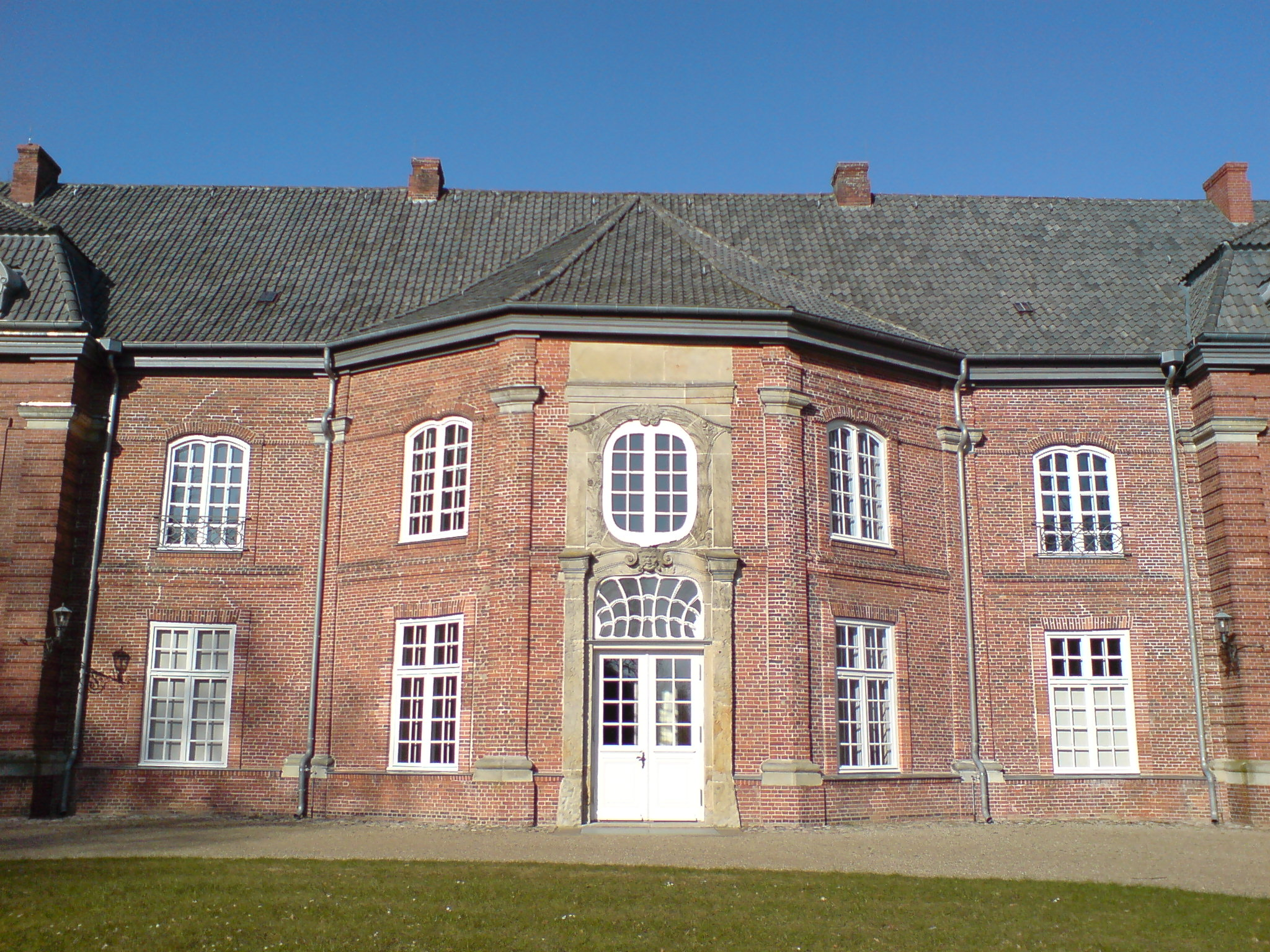
Nahansicht des Kernbaus, der aus dem Gartenpavillon Herzog Friedrich Karls besteht

## Das Gebäude
Das Prinzenhaus ist das einzig erhaltene Lustschloss Schleswig-Holsteins. Es ist nicht nur eines der Hauptwerke, sondern auch eines der wenigen Bauten des Rokoko im Lande. Der Kernbau des Prinzenhauses wurde von 1744 bis 1751 durch Johann Gottfried Rosenberg im Auftrag des Herzogs Friedrich Karl ausgeführt. Die Stuckierungen der Innenräume wurden durch Bartolomeo Bossi gestaltet. Der Kernbau ist eine typische Maison de Plaisance, ein Lusthaus, wie sie in den Gärten des Barock häufig zu finden sind. Als Vorbild für das Plöner Gartenhaus wird das Schloss Falkenlust bei Brühl vermutet. 

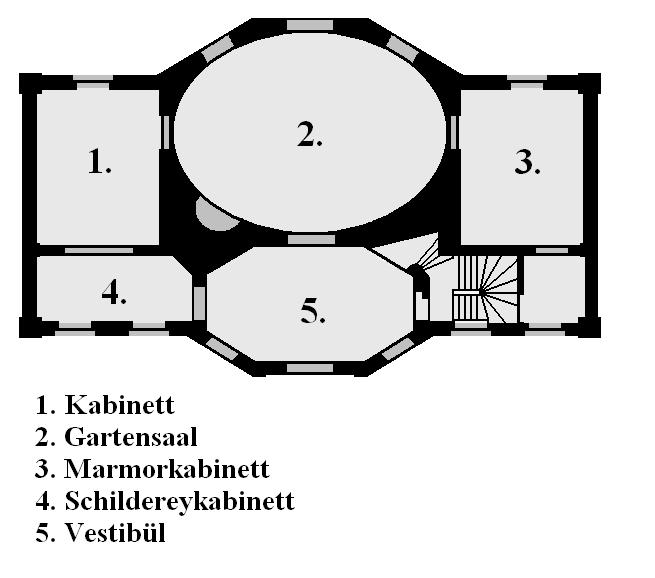
Der Grundriss des Kernbaus

Der Bau ist aus Backstein errichtet und unverputzt, die Dekorationen der Portale und Kapitelle sind in Sandstein ausgeführt. Die hofseitige Fassade des alten Schlosses ist siebenachsig und wird durch einen leicht vorspringenden, mit Pilastern gerahmten Mittelbau betont. Die gartenseitige Fassade nimmt die Form der Hoffront vergrößert auf, ist jedoch nur fünfachsig durchfenstert. Auf das polygonale Vestibül der Hoffassade folgt ein ovaler Gartensaal, der links und rechts durch je zwei Kabinette ergänzt wird. Der Grundriss des Erdgeschosses wiederholt sich im Obergeschoss, von wo aus auch die Empore des Gartensaals zugänglich ist. 
Die heutige Gestalt des Prinzenhauses geht auf die Umbauten des späten 19. Jahrhunderts zurück. Um Platz für die Unterbringung der kaiserlichen Kinder zu schaffen, wurde die Grundfläche des Kernbaus durch zwei Anbauten von 1895 bis 1896 mehr als verdoppelt. Die Anbauten, die manchmal als Nord- und Südflügel bezeichnet werden, treten als flache Risalite mit je drei weiteren Fensterachsen zu beiden Seiten aus dem Gebäude heraus und sind stilistisch klar abzugrenzen. Sie sind – dem älteren Bauteil angepasst – in relativ schlichter neobarocker Backsteinarchitektur errichtet. An die südliche Schmalwand schließt sich eine hölzerne Veranda an. Die Innenräume des Kernbaus haben im Zuge der Restaurierung des Schlosses ihre alte Gestaltung im Stil des Rokoko zurückerhalten. Die Räume der Anbauten sind weitgehend nüchterner ausgestattet und dienen unter anderem einer Musikschule, der Verwaltung und der Ver- und Entsorgung.